# Liste des clochers-murs du Tarn
Cet article recense les édifices religieux du Tarn, en France, munis d'un clocher-mur.

## Liste

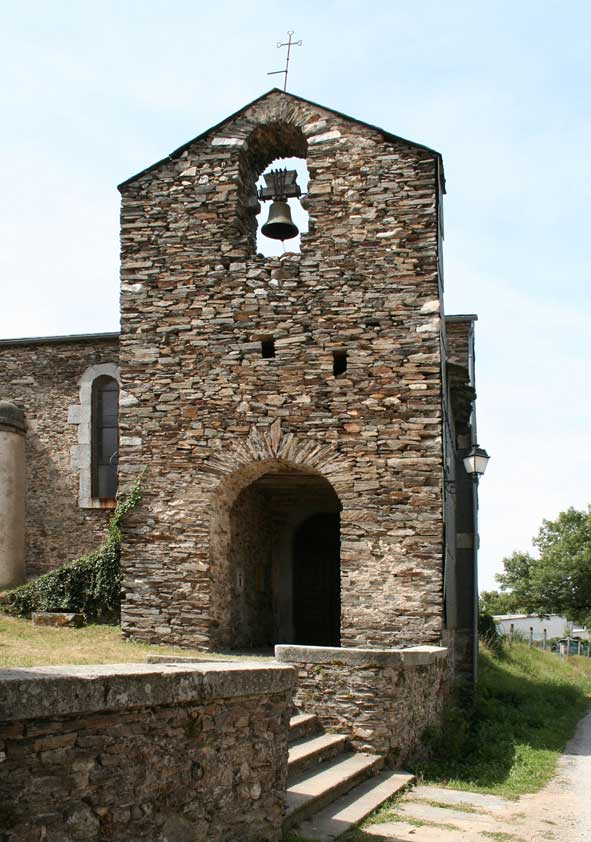
Arfons
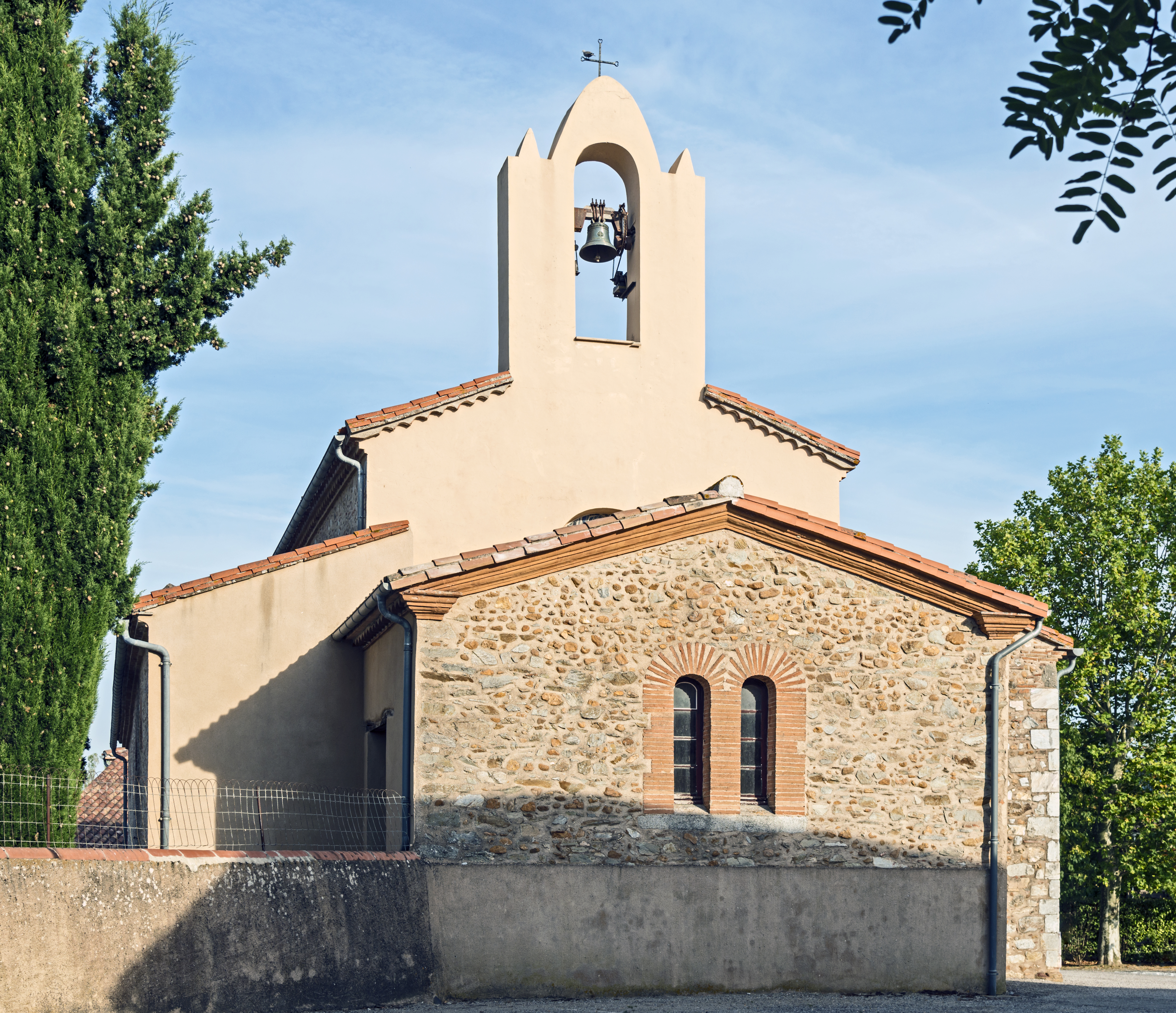
Belleserre
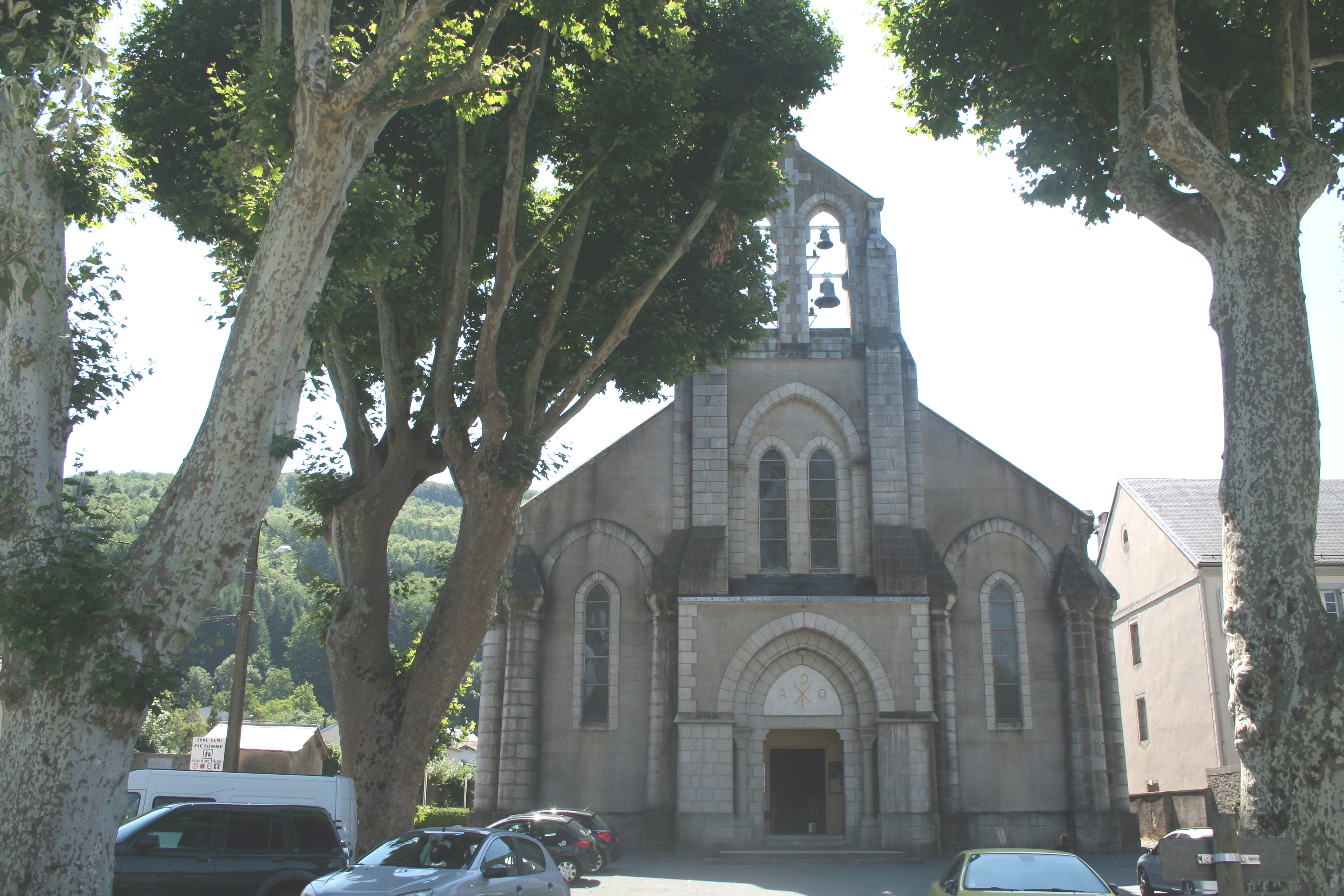
Brassac
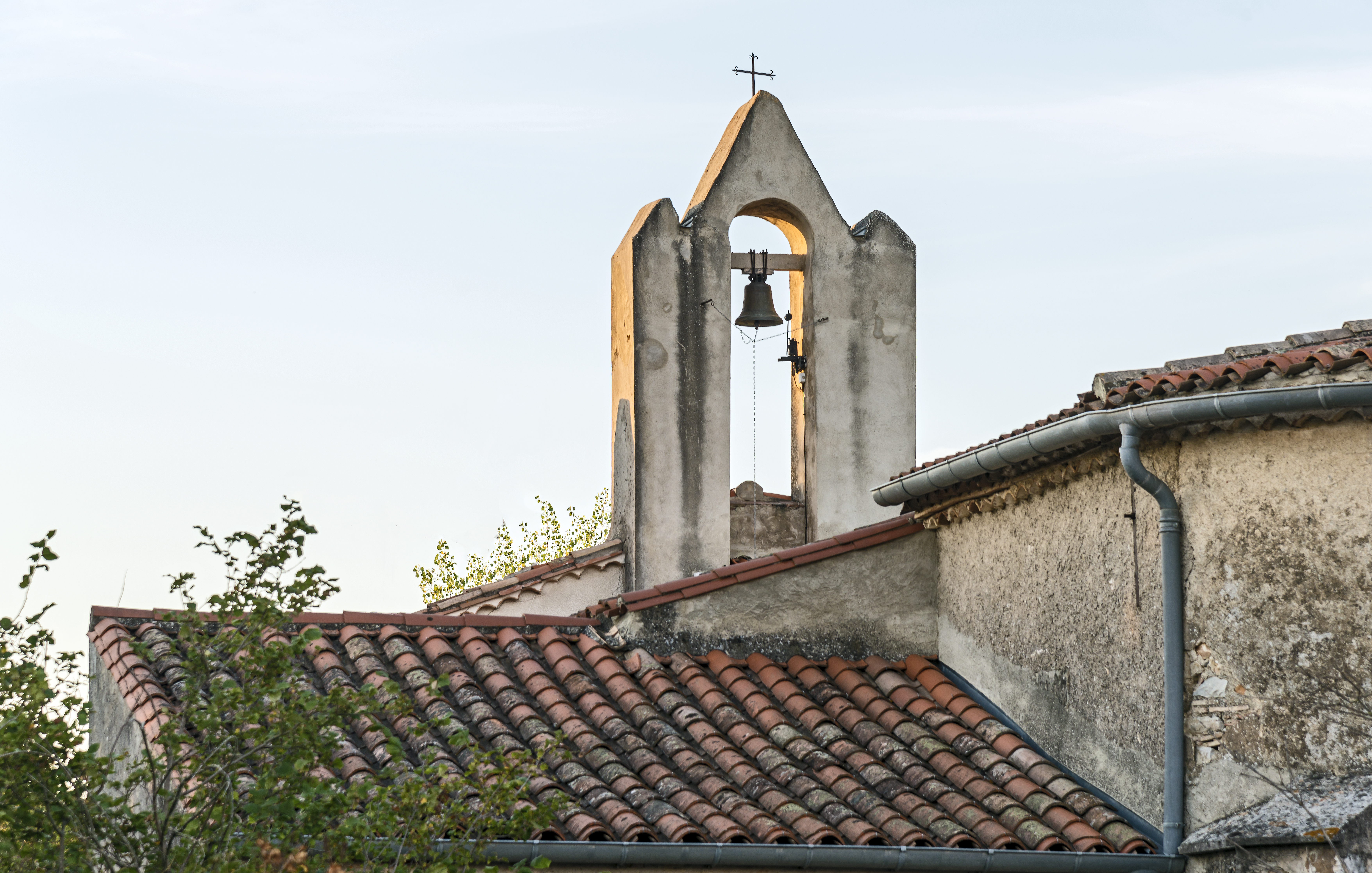
Cahuzac (Tarn)
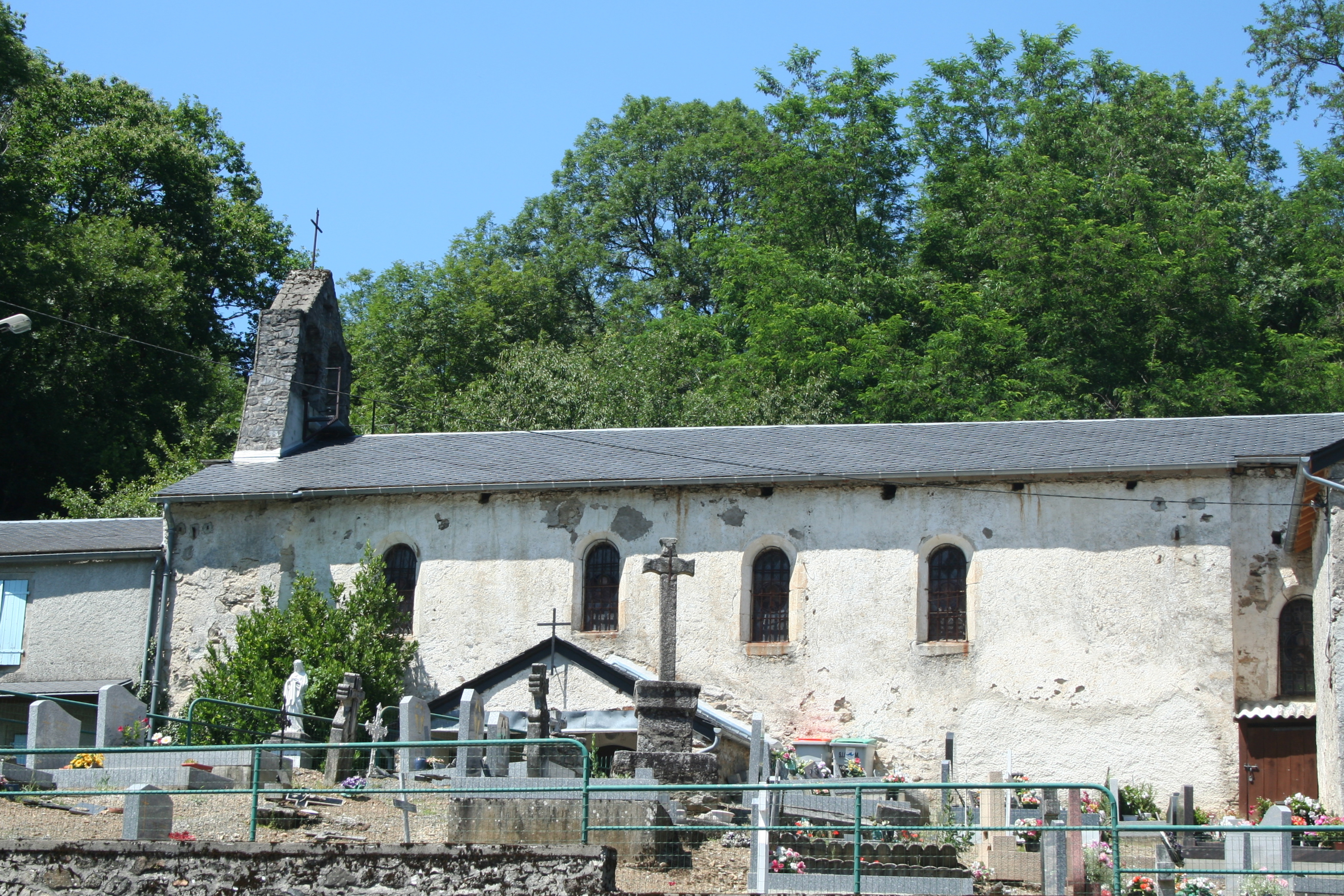
Ferrières
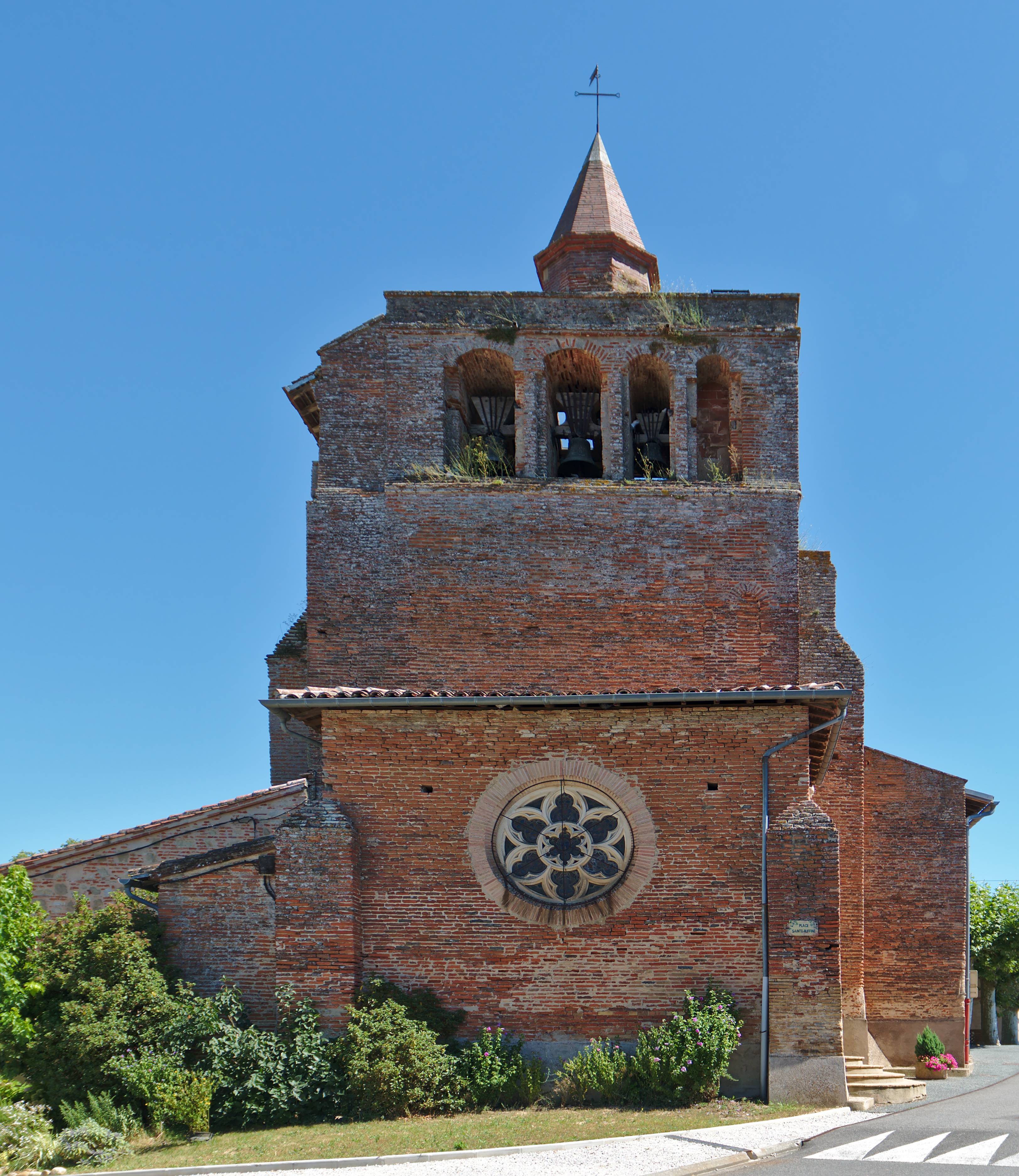
Giroussens
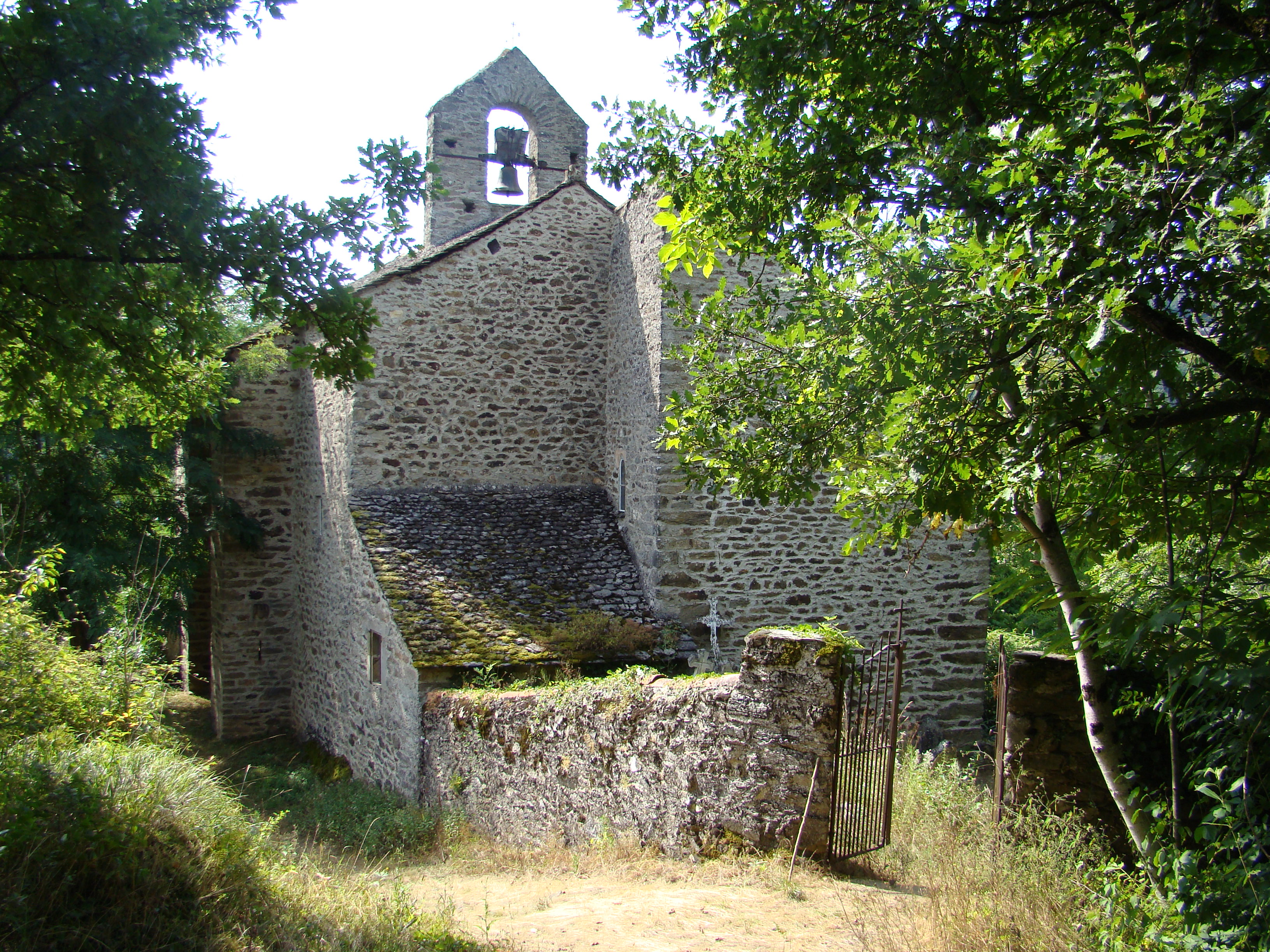
Jouqueviel
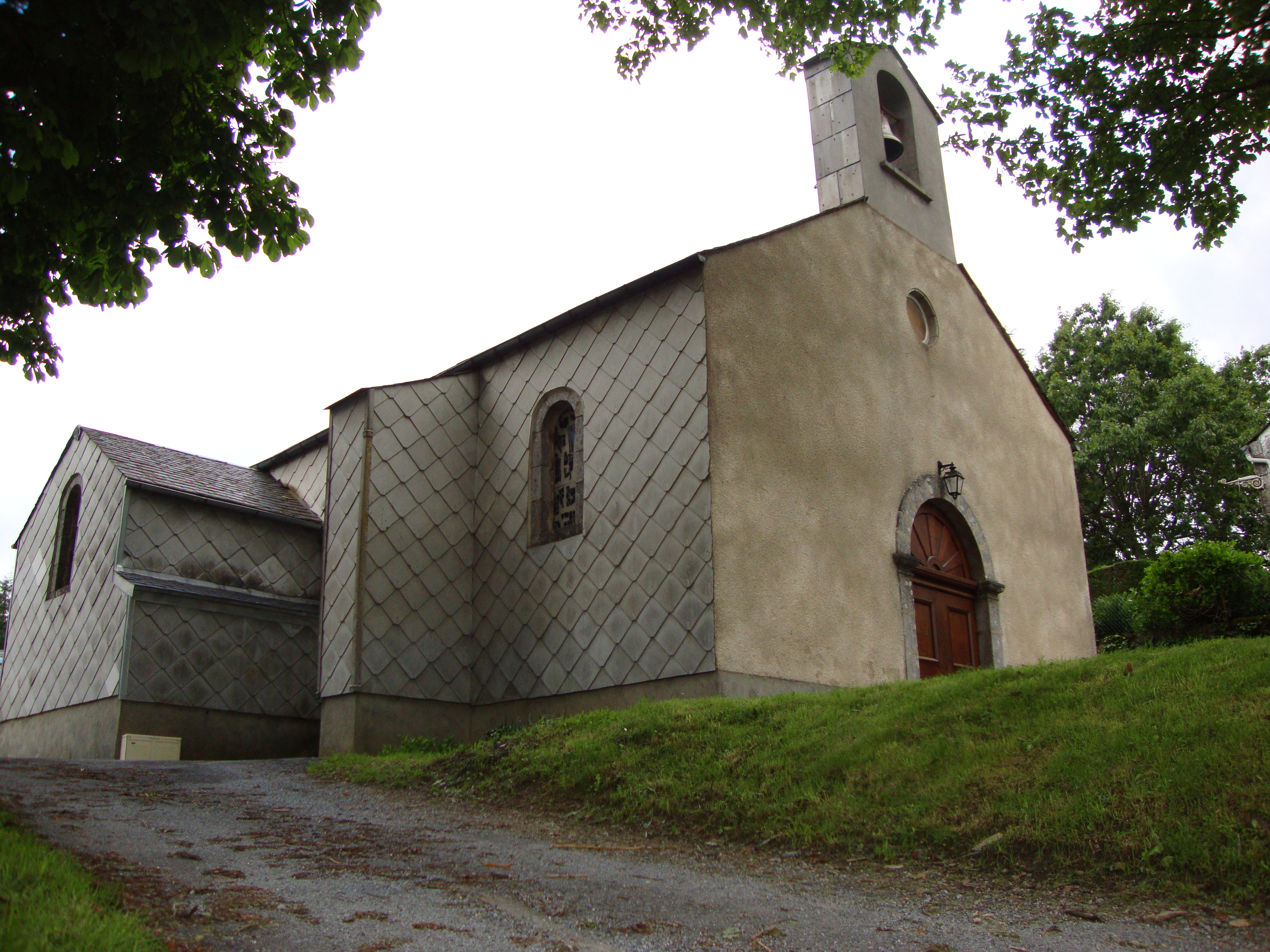
Lasfaillades
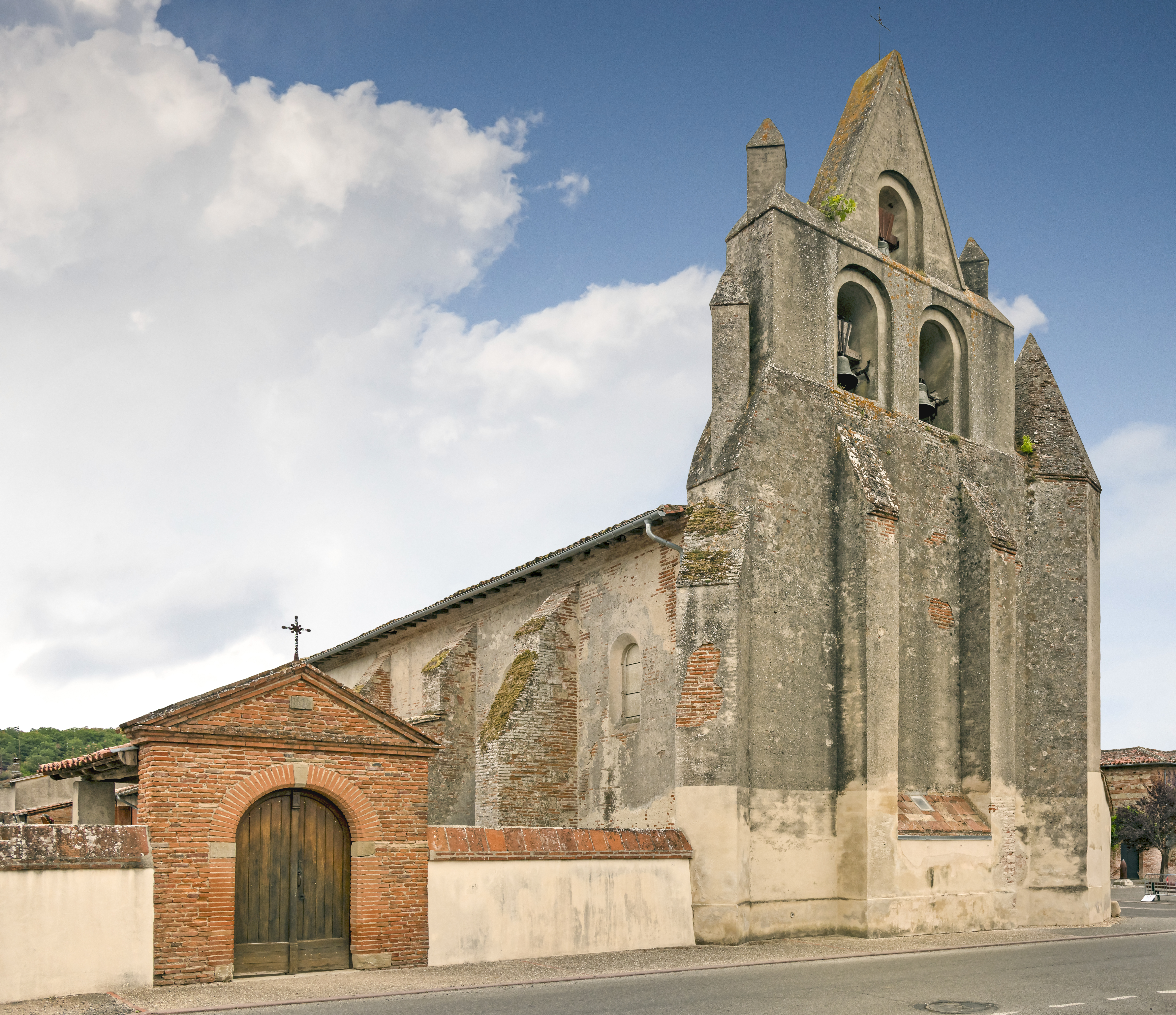
Mézens
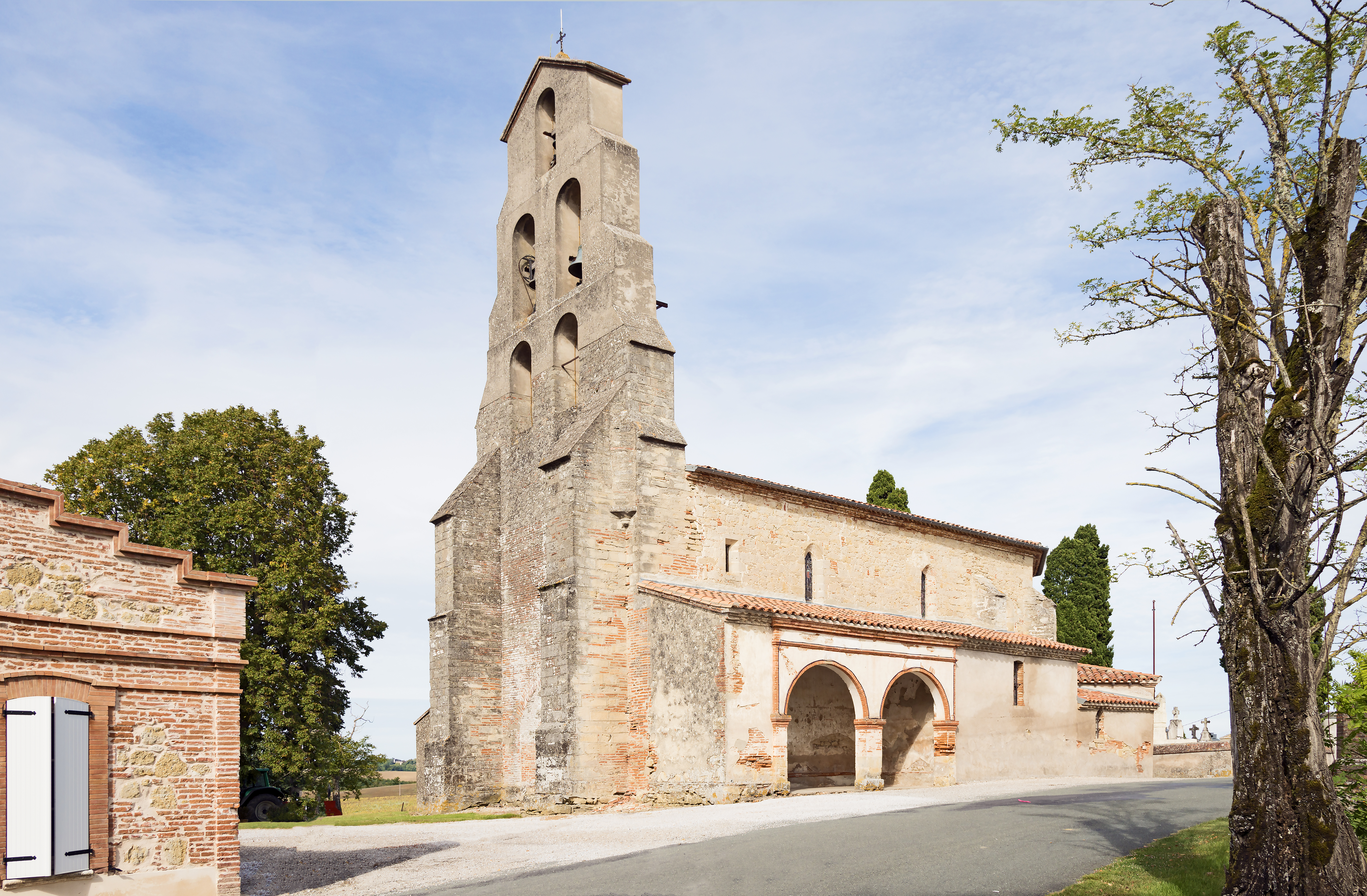
Montcabrier
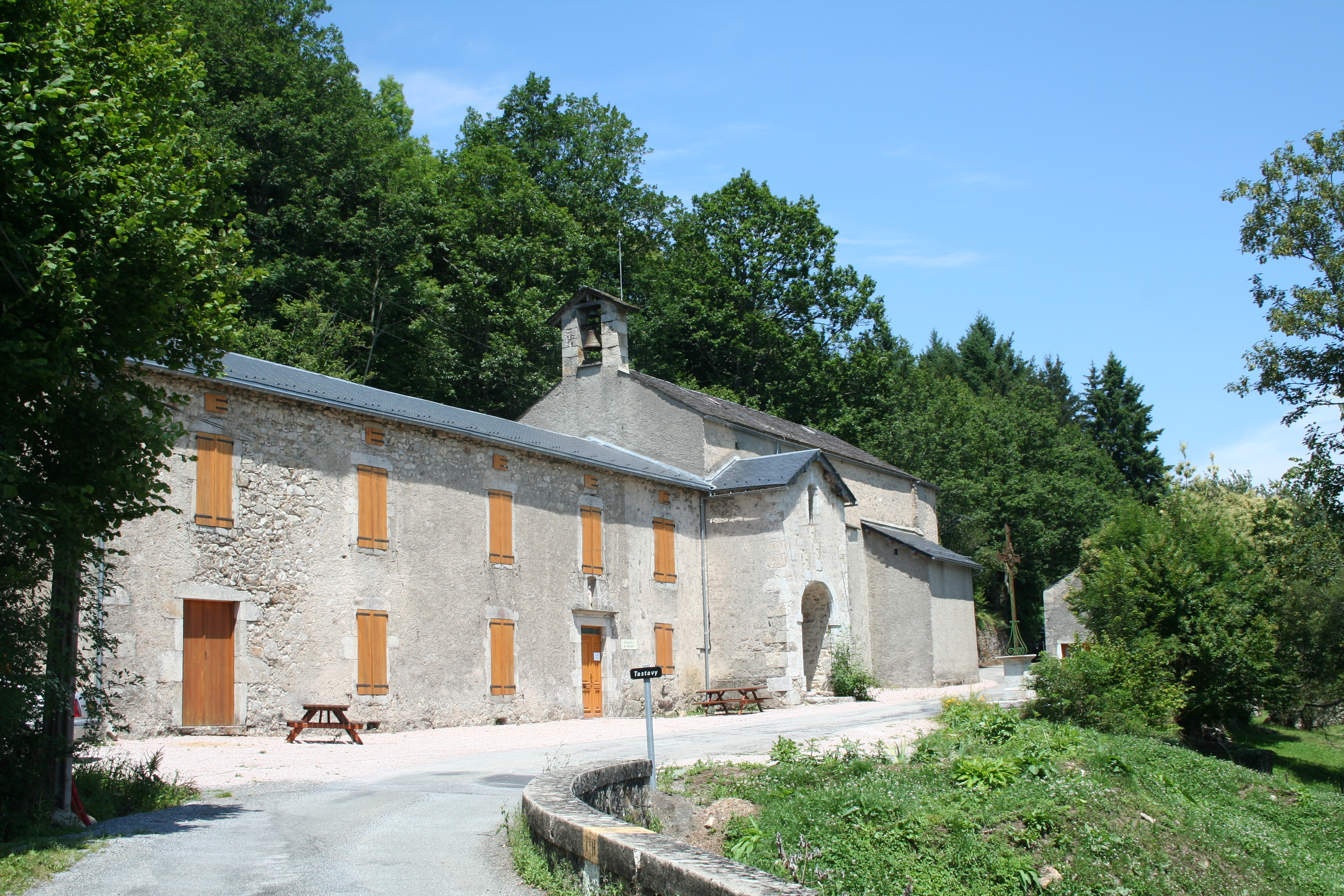
Nages
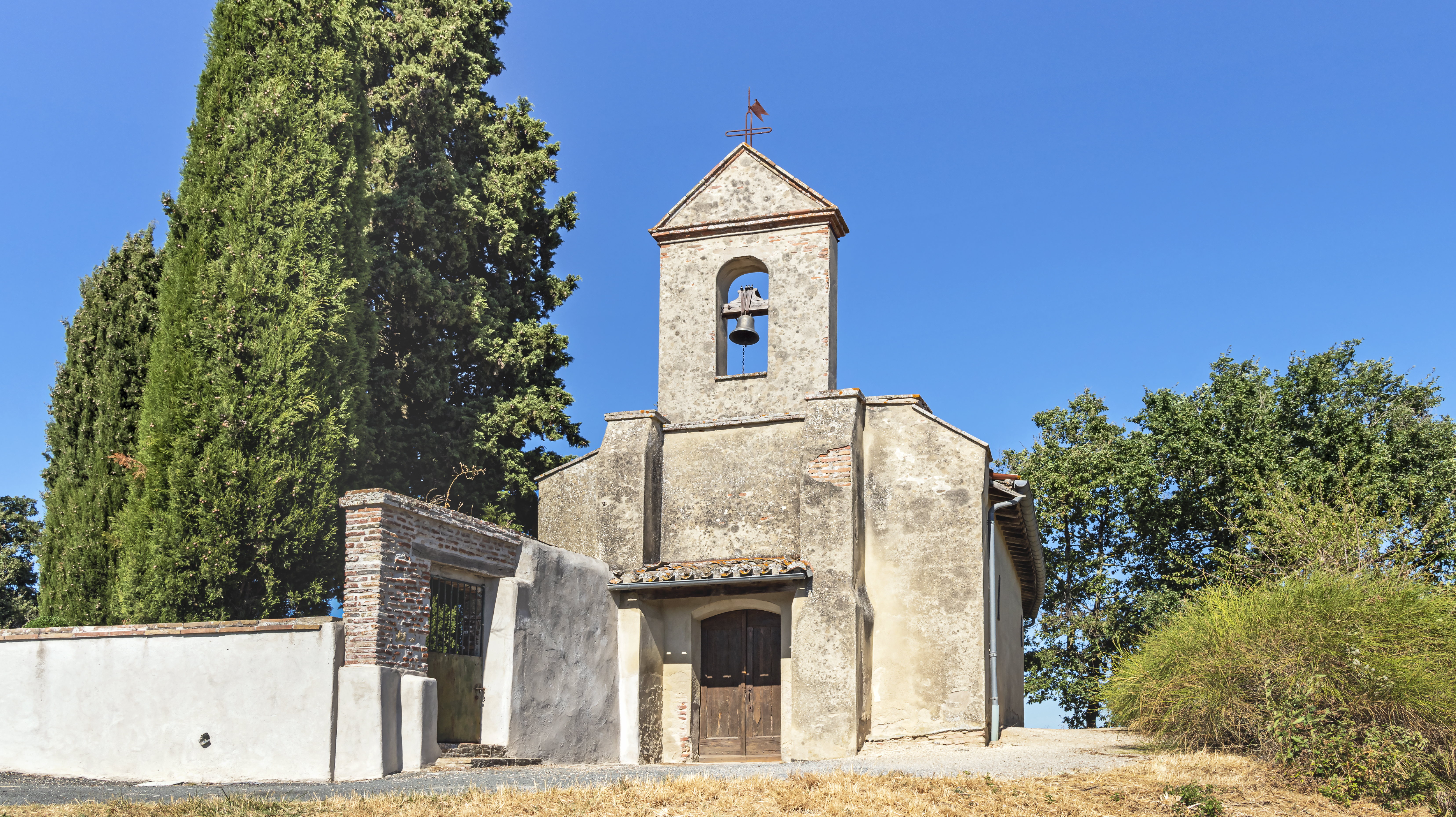
Rabastens Église Saint-Jean de Puycheval
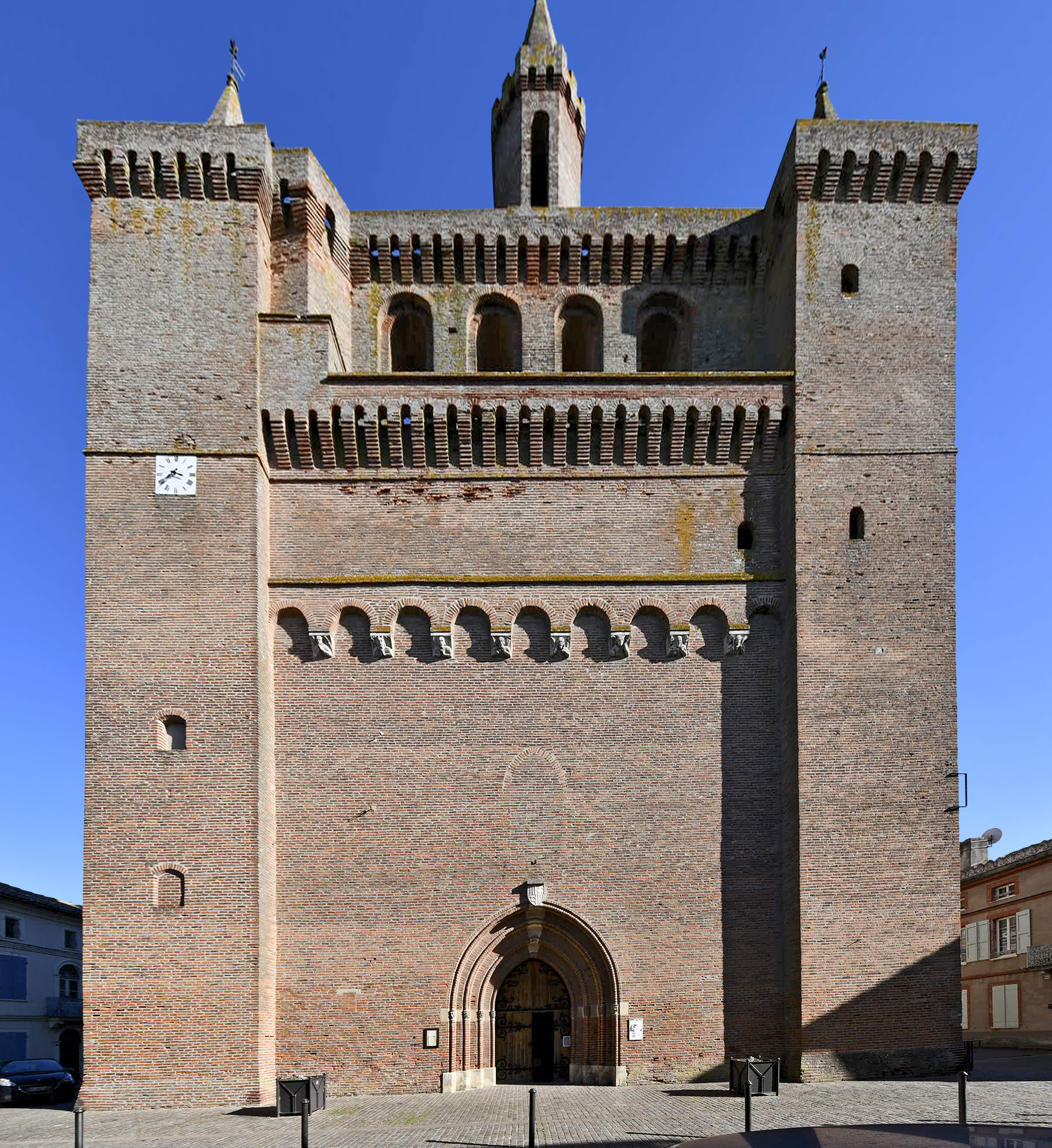
Saint-Sulpice-la-Pointe - Église Notre-Dame
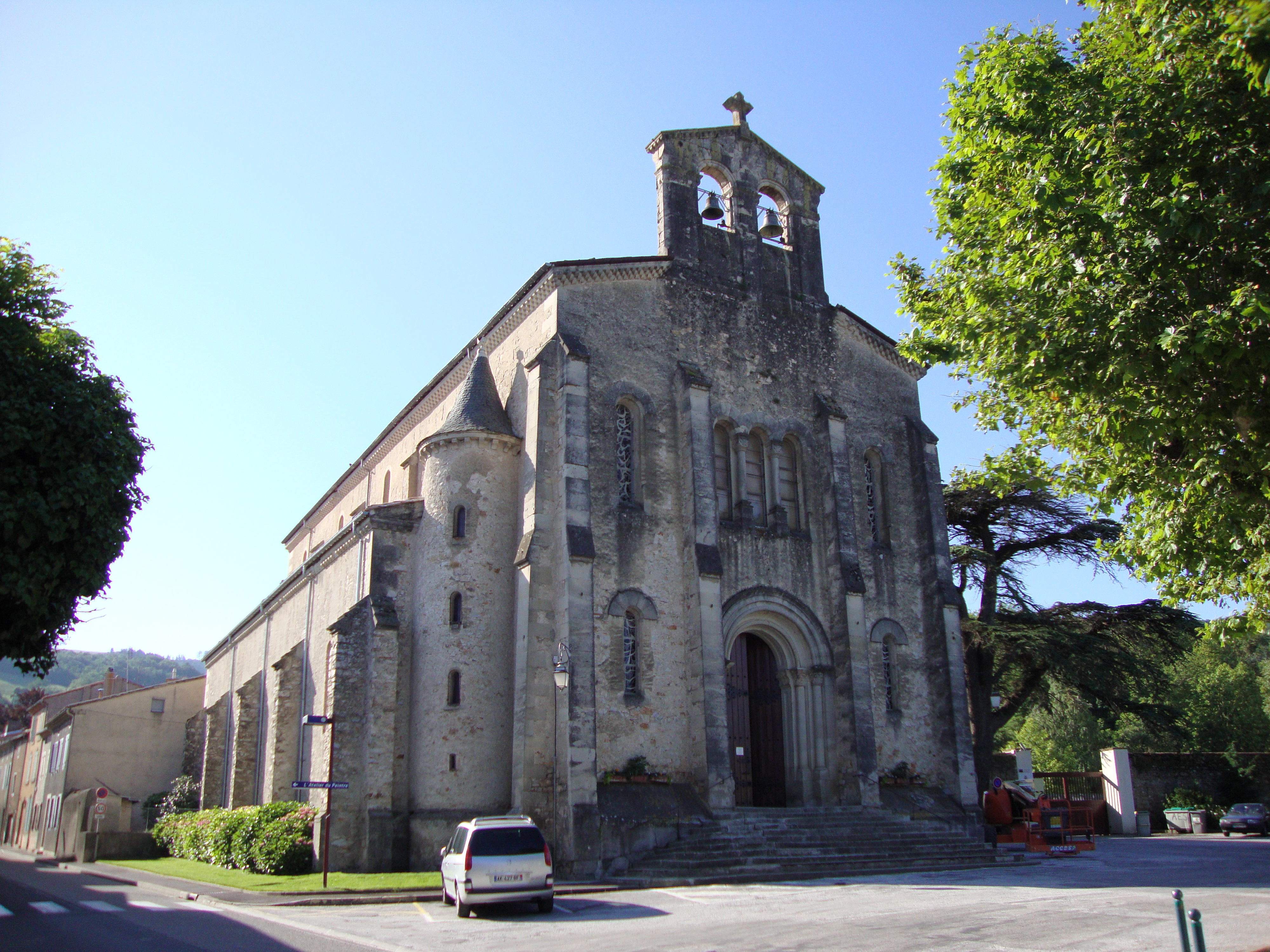
Sorèze
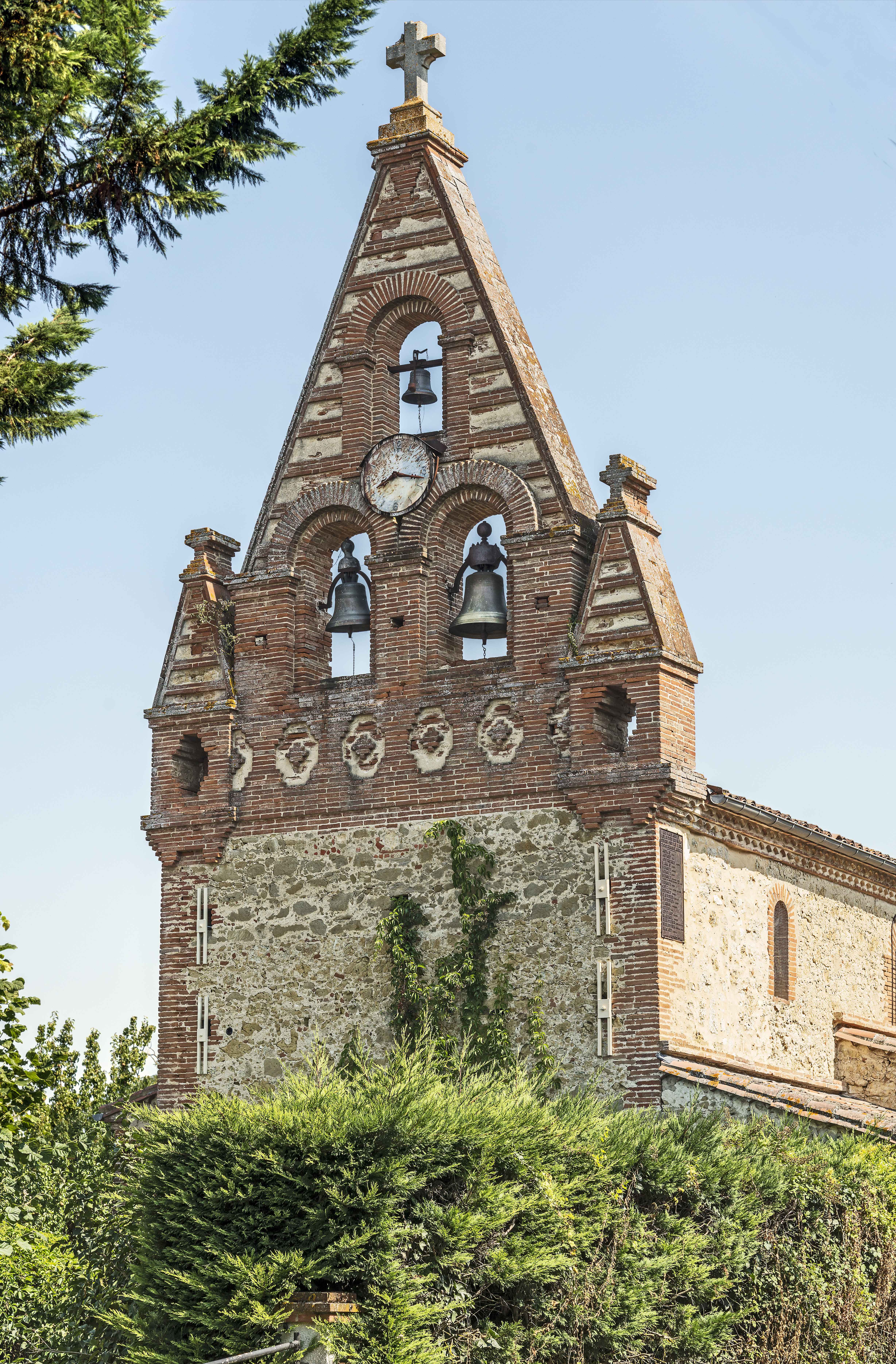
Teulat